# 므나쎄 (유다 왕국)
므나쎄(공동번역성서, 가톨릭), 므낫세(개신교)(히브리어: מנשה, 그리스어: Μανασσής; 기원전 687년경 - 기원전 642년경 재위)는 유다 왕국의 14대 왕으로 부왕 히즈키야와는 달리 처음에는 악한 짓들을 저질렀다.

## 죄악
므나쎄는 12세에 왕위에 올라 야훼의 눈에 거슬리는 악한 짓들을 저질렀다. 아버지 히즈키야가 무너뜨렸던 산당들을 다시 세우고 바알 제단들을 만들었다. 그리고 아세라 목상들을 만들고 하늘의 모든 군대를 경배하고 섬겼다. 심지어는 성전 안에도 제단들을 세웠다.
성전 두 뜰에 하늘의 모든 군대를 위한 제단을 세웠고 벤 힌놈 골짜기에는 자기 아들들을 불 속으로 지나가게 하고 요술과 마술과 주술을 하였으며 영매와 점쟁이들을 두었다.

## 회개하다
하나님이 경고를 주셨음에도 불구하고 계속 악한 짓을 저지르자 아시리아의 왕 아슈르바니팔과 그의 군대가 쳐들어와 므나쎄를 갈고리로 잡아 청동 사슬로 묶어 바빌론으로 끌고 갔다. 이렇게 되자 므나쎄는 하나님에게 기도를 해 회개를 했고 하나님은 그의 간청을 들어 다시 예루살렘으로 돌아와 나라를 다스리게 하였다.
이런 일이 있고 난 뒤 므나쎄는 기혼 샘 서쪽 골짜기에서 '물고기 문' 입구에 이르기까지 오펠을 돌아가며 다윗 성의 외곽 성벽을 쌓고 그 성벽을 매우 높이 올렸다. 그리고 유다의 모든 요새 성읍에 군대의 장수들을 배치했다.
또한 성전에서 우상 숭배를 금지하고 성전에 있던 산과 예루살렘에 자기가 세운 제단들을 모두 성 밖으로 던져 버렸다. 그리고 나서는 하나님의 제단을 수리하고 그 위에서 친교 제물과 감사 제물을 바쳐 회개하였다.